# نظام كتابة ياباني

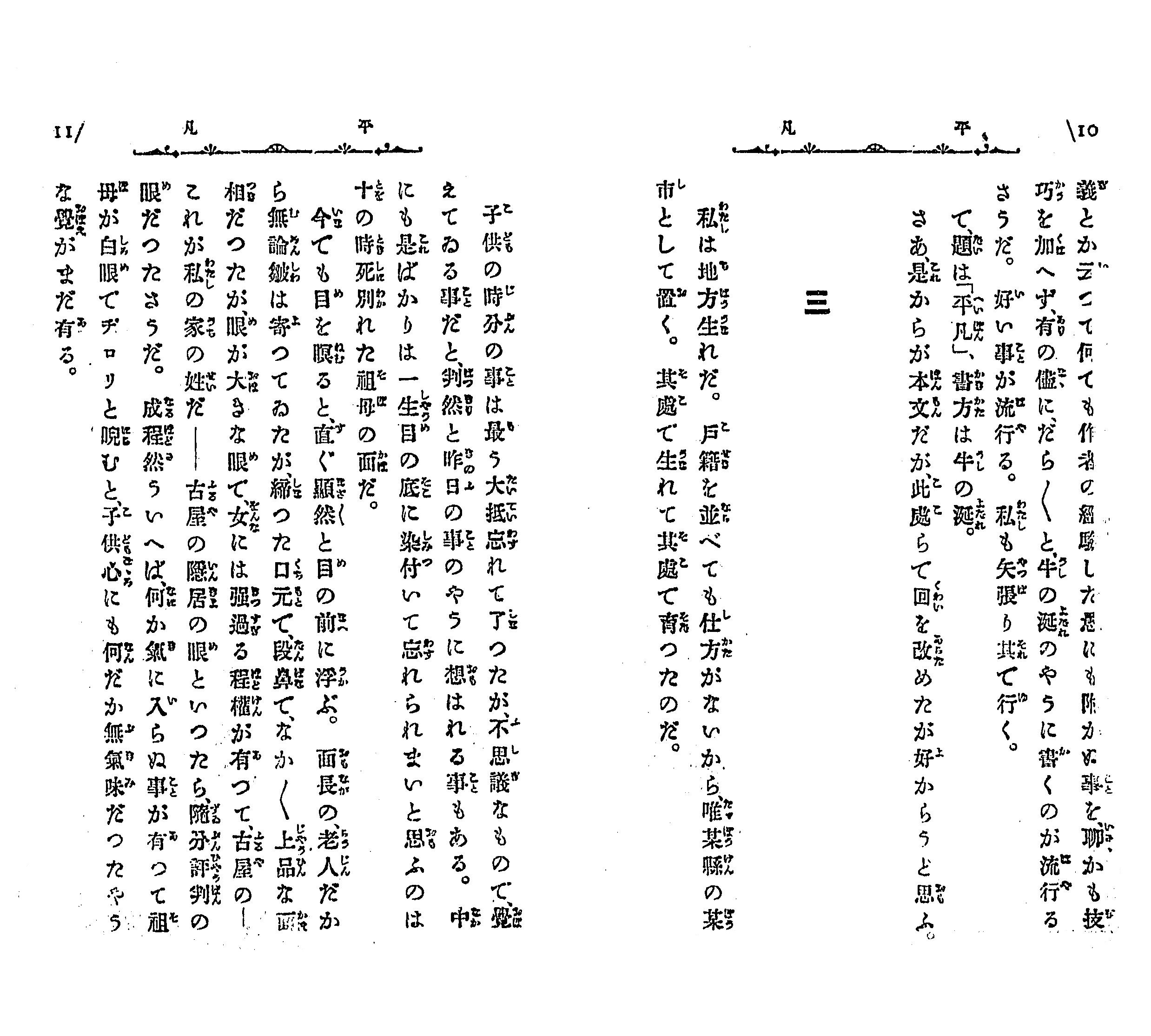
نموذج من الكتابة اليابانية: رواية يابانية مكتوبة بكلا من الكانجي والكانا، مع حروف روبي للكانجي. منشورة عام 1908.

يستخدم نظام الكتابة الياباني الحديث ثلاثة أنواع رئيسية من الحروف:
- كانجي، حروف صينية
- هيراغانا، مقطعيات
- كاتاكانا، مقطعيات

وبشكل أقل، يستخدم الحروف اللاتينية كما في بعض الاختصارات مثل "CD" و"DVD".
يمكن أيضا الاستعانة بالأبجدية اللاتينية لكتابة جميع الكلمات اليابانية، كما في نظام روماجي (rōmaji) الذي يستخدمه بكثرة الدارسون الأجانب للغة اليابانية الذين لم يعتادوا بعد على أنواع الحروف الثلاثة، وحتى الناطقين الأصليين باليابانية يستخدمون نظام روماجي لإدخال الحروف اليابانية إلى أجهزة الحواسيب.
هذا مثال من عنوان في أحد الصحف اليابانية (صحيفة أساهي شيمبون بتاريخ 19 أبريل 2004) يستخدم جميع الأنواع الأربعة: كانجي (بالأحمر)، هيراغانا (بالأزرق)، كاتاكانا (بالأخضر)، والحروف اللاتينية والأرقام (بالأسود):
ラドクリフ、マラソン五輪代表に1万mētoru出場にも含み
نفس العنوان السابق مكتوبًا بالروماجي:
Radokurifu, Marason gorin daihyō ni ichi-man mētoru shutsujō ni mo fukumi
ترجمة العنوان باللغة العربية:
«رادكليف يشارك في الماراثون الأولمبي، وأيضا ينافس للـ10,000 متر».
هذه بعض الأمثلة على كلمات مكتوبة باليابانية:
| كانجي      | هيراغانا   | كاتاكانا   | روماجي  | بالعربية                                           |
| ---------- | ---------- | ---------- | ------- | -------------------------------------------------- |
| 私         | わたし     | ワタシ     | watashi | أنا                                                |
| 金魚       | きんぎょ   | キンギョ   | kingyo  | سمكة ذهبية                                         |
| 煙草 أو 莨 | たばこ     | タバコ     | tabako  | تبغ، سيغارة                                        |
| 東京       | とうきょう | トウキョウ | tōkyō   | طوكيو (عاصمة اليابان)، وتعني حرفيًا العاصمة الشرقية |

## استخدام الحروف
معظم الجمل اليابانية البسيطة تحتوي على كلا من الكانا والكانجي. حروف الكانجي تستخدم للأسماء وجذور الأفعال، وهيراغانا لنهايات الأفعال وكلمات القواعد اللغوية (الكلمات الصغيرة الشائعة مثل حروف الجر). الكلمات ذات الأصل غير الياباني والكلمات الأجنبية المستعارة (باستثناء الكلمات المستعارة قديما أو التي لديها حروف أصلية بالكانجي) تكتب باستخدام كاتاكانا.
كانجي (漢字) تستخدم لكتابة:
- الأسماء
- جذور الصفات والأفعال
- الأسماء اليابانية

هيراغانا (平仮名) تستخدم لكتابة:
- اللاحقات للصفات والأفعال (أوكوريغانا 送り仮名).
- حروف الجر.
- الكلمات اليابانية التي ليس لها مقابل بالكانجي، أو التي مقابلها بالكانجي صعب القراءة أو غير معروف.
- دليل قراءة حروف الكانجي (فوريغانا 振り仮名). الفوريغانا تستخدم كدليل صوتي لإرشاد اليافعين والدارسين الأجانب، عندما تكون حروف الكانجي نادرة أو يمكن قراءتها بأكثر من طريقة.

كاتاكانا (片仮名) تستخدم لكتابة:
- الكلمات والأسماء الأجنبية
- الأسماء الشائعة للحيوانات والنباتات والأدوات، والتي لا يستخدم مقابلها بالكانجي بكثرة، مثل: «توكاغي» (سحلية)، «بارا» (وردة)، و«روسوكو» (شمعة).
- تسميات الأصوات
- الكلمات المراد توكيدها، مثل التي تكتب بالخط المائل في اللغات الأوروبية.
- الكلمات العلمية والتقنية مثل أسماء الحيوانات والنباتات والمعادن.

الأبجدية اللاتينية (ローマ字) تستخدم لكتابة:
- الاختصارات، مثل NATO.
- الأسماء اليابانية المراد كتابتها لاستخدامات خارج اليابان (مثل الأسماء اليابانية في جوازات السفر).
- أسماء الشركات والمنتجات والعلامات التجارية، سواء داخل اليابان أو خارجها.
- الكلمات الأجنبية والعبارات التي تظهر في سياق غير ياباني، مثل الكلمات في الإعلانات التجارية والبضائع.

من ناحية ثانية، هناك الكثير من الاستثناءات للقواعد المذكورة في الأعلى. مثلا بعض الأسماء اليابانية قد تكتب بكانجي أو هيراغانا أو كاتاكانا، بحسب ما يختاره صاحب الاسم.
تستخدم أيضا الأرقام العربية عندما يكتب النص في الاتجاه الأفقي.

### الخيارات
الكتابة اليابانية تستخدم هيراغانا وكانجي بشكل رئيسي، بينما تُستخدم كاتاكانا عند كتابة الكلمات الأجنبية بحروف يابانية. خيار الحروف يعتمد على عدة عوامل كالاصطلاحات القياسية وقابلية القراءة وخيارات الشكل.
بعض الكلمات اليابانية تكتب بأكثر من كانجي اعتمادا على الاستخدام المقصود للكلمة. كمثال: كلمة "naosu" (يُصلح أو يعالج) تُكتب 治す عندما يقصد بها علاج شخص، وتكتب 直す عندما يقصد بها إصلاح شيء ما. في بعض الحالات (مثل المثال السابق) اختيار الكانجي الصحيح للكلمة يكون بسيطا، بينما في حالات أخرى قد يكون الفرق بين الاستخدامين ضئيلا جدا مما قد يضطر بالكاتب إلى كتابة الكلمة بالهيراغانا لتجنب اختيار كانجي خاطئ.

## اتجاه الكتابة
تقليديًا تكتب اليابانية بشكل عمودي يدعى تاتيغاكي (tategaki)، وفيه تكون الحروف مرتبة من أعلى لأسفل في أعمدة موضوعة بجانب بعضها من اليمين إلى اليسار. عندما يصل القارئ إلى أسفل عمود ما، يواصل القراءة من أعلى العمود التالي على اليسار.
اليابانية المعاصرة تستخدم أيضا شكلا آخر للكتابة يدعى يوكوغاكي (yokogaki) وهو شكل كتابة أفقي يقرأ من اليسار إلى اليمين.